# Miguel (football, 1980)
Pour les articles homonymes, voir Miguel.
Luís Miguel Brito Garcia Monteiro dit Miguel, est un footballeur portugais né le 4 janvier 1980 à Lisbonne (Portugal). Il évolue au poste d'arrière droit.

## Biographie
Champion d'Europe des moins de 18 ans 1999, Miguel commence sa carrière professionnelle dans la modeste formation de l'Estrela Amadora dont il devient, en 1999, un incontournable titulaire. L'année suivante, il rejoint le Benfica Lisbonne.
Durant l'été 2005, il conteste le contrat qui l'unissait au Benfica Lisbonne jusqu'en 2008 afin de rejoindre le Valence CF pour la somme avoisinant les 8 millions d'euros.
Miguel participe activement aux deux bonnes performances du Portugal lors de l'Euro 2004 (finaliste) et Mondial 2006 (demi-finaliste). À la suite de la mauvaise saison de son club en 2008, il perd sa place de titulaire en sélection, au profit de José Bosingwa. Son unique but avec la Selecção remonte au 11 octobre 2003, lors de Portugal-Albanie (5-3). Il annonce en septembre 2010, à 30 ans, sa retraite internationale.

## Style de jeu: arrière droit offensif
Arrière droit porté sur l'offensive, depuis sa conversion du poste d'attaquant à celui du défenseur, Miguel combine force physique et conscience tactique en plus d'une endurance au-dessus de la moyenne.

## Palmarès
- Vainqueur de la Coupe d'Espagne de football en 2008 avec le Valence CF
- Champion du Portugal en 2005 avec le Benfica Lisbonne
- Vainqueur de la Coupe du Portugal de football en 2004 avec le Benfica Lisbonne
- Finaliste du Championnat d'Europe de football 2004 avec le Portugal